# Sinagoga de Tallinn
A Sinagoga de Tallinn, (em estoniano:  Tallinna sünagoog), também conhecida como Sinagoga Beit Bella, está localizada na capital da Estónia. A sinagoga no centro de Tallinn foi inaugurada a 16 de maio de 2007 com financiamento privado. O edifício é uma estrutura ultramoderna e arejada, que pode acomodar 180 pessoas.
A sinagoga original, construída em 1883, não foi reconstruída depois de ser destruída em março de 1944 durante um bombardeio aéreo soviético em Tallinn, que na época estava ocupada pela Alemanha nazi.